# Карл IV де Бурбон
Карл IV де Бурбо́н (Шарль; фр. Charles de Bourbon; 2 июня 1489, Вандом — 25 марта 1537, Амьен) — старший сын Франсуа де Бурбона, графа де Вандом, и Марии де Люксембург, графини де Сен-Поль. Граф де Вандом в 1495—1514 годах, 1-й герцог де Вандом с 1514 года. После смерти отца (1495) всеми владениями родителей распоряжалась его мать, а Карл поступил в услужение к Людовику XII, который для него возвёл Вандом в степень герцогства (1514).

## Биография
При жизни Карла IV Вандомская ветвь из младшей в роде Бурбонов стала единственной. Герцог Карл III де Бурбон не смог найти общего языка с новым королём Франциском I и был изгнан из страны, после чего его владения подверглись конфискации. Карл IV сражался рядом с королём при Мариньяно, а когда Франциск I угодил в плен при Павии (1525), то возглавил королевский совет как первый принц крови.

## Брак и дети
Карл IV женился 18 мая 1513 года на Франсуазе Алансонской, последней представительнице младшей ветви дома Валуа (1490 — 14 сентября 1550). От этого брака родились 13 детей:
- Луи де Бурбон (23 сентября 1514 — 7 апреля 1516), граф де Марль.
- Мария де Бурбон (29 октября 1515 — 28 сентября 1538)
- Маргарита де Бурбон (26 октября 1516 — 20 октября 1589)[8], в 1538 году вышла замуж за герцога Франциска I Неверского (1516—1561)[7].
- Антуан де Бурбон (22 апреля 1518 — 17 ноября 1562)[2], 2-й герцог де Вандом, король Наварры.
- Франсуа (23 сентября 1519 — 23 февраля 1546), граф д’Энгиен, не был женат.
- Мадлен де Бурбон (3 февраля 1521 — ноябрь 1561), настоятельница монастыря Сен-Круа в Пуатье.
- Луи де Бурбон (3 мая 1522 — 25 июня 1525)
- Карл (22 декабря 1523 — 9 мая 1590), архиепископ Руана[9], был выдвинут католиками как претендент на престол (Карл X).
- Катрин де Бурбон (18 сентября 1525 — 27 апреля 1594), настоятельница монастыря в Суассоне.
- Рене де Бурбон (6 февраля 1527 — 9 февраля 1583), настоятельница Шелльского монастыря с 1579 года.
- Жан де Бурбон (16 июля 1528 — 10 августа 1557), граф де Суассон и д’Энгиен, герцог д’Эстутвиль с 1557 года, в 1557 году женился на своей кузине Марии, герцогине д’Эстувиль (1539—1601)[9].
- Людовик I Бурбон, принц де Конде (7 мая 1530 — 13 марта 1569)[10], был женат на Элеоноре де Руа. Родоначальник рода Конде, крупный военачальник, участник религиозных войн.
- Элеонора де Бурбон (18 января 1532 — 26 марта 1611), настоятельница Фонтевро с 1575 года.

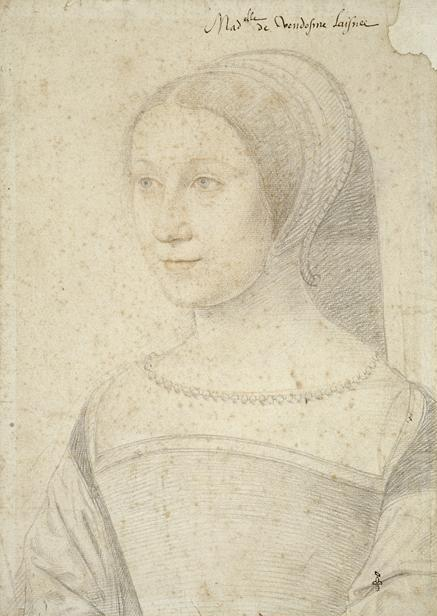
Мария
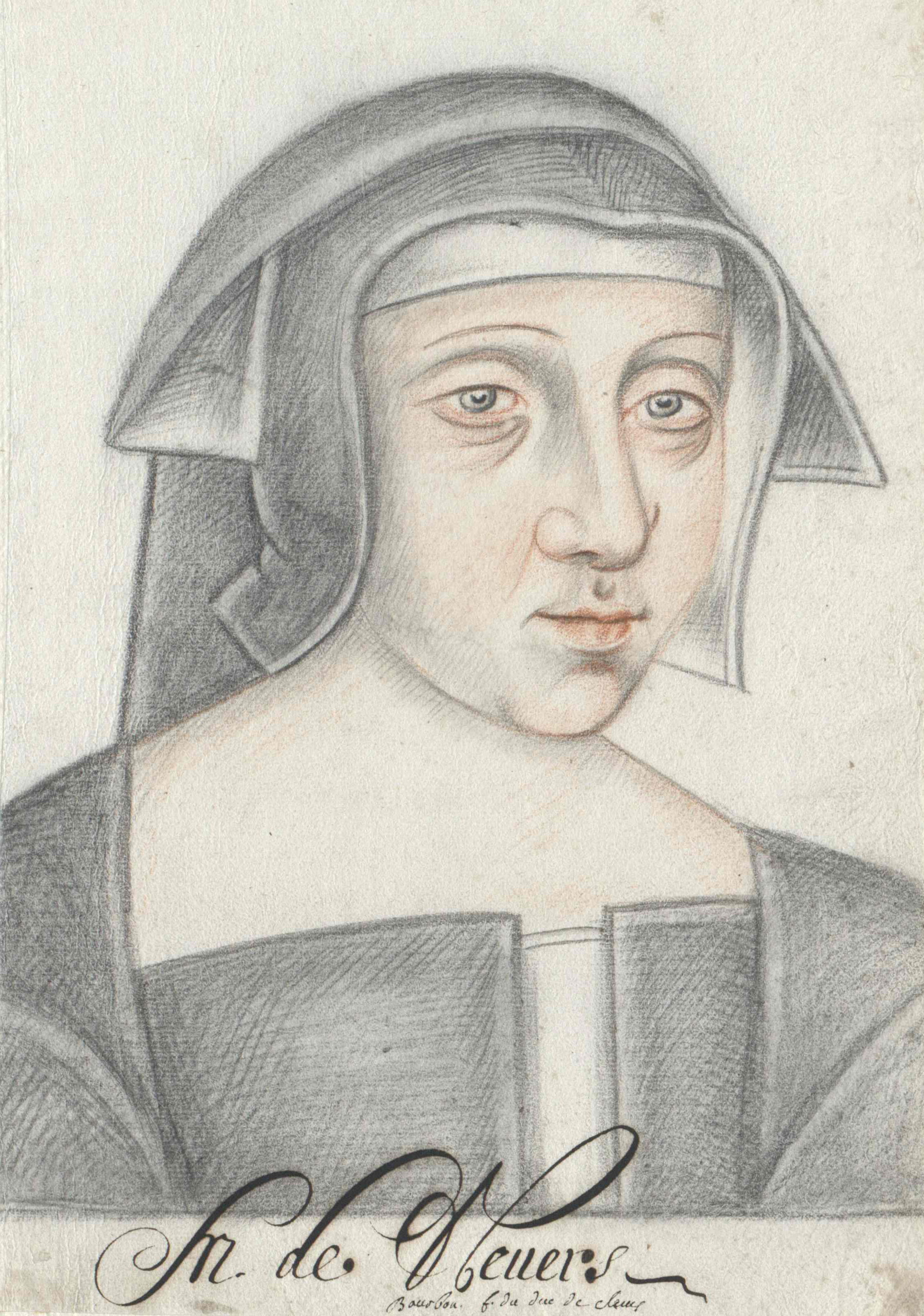
Маргарита
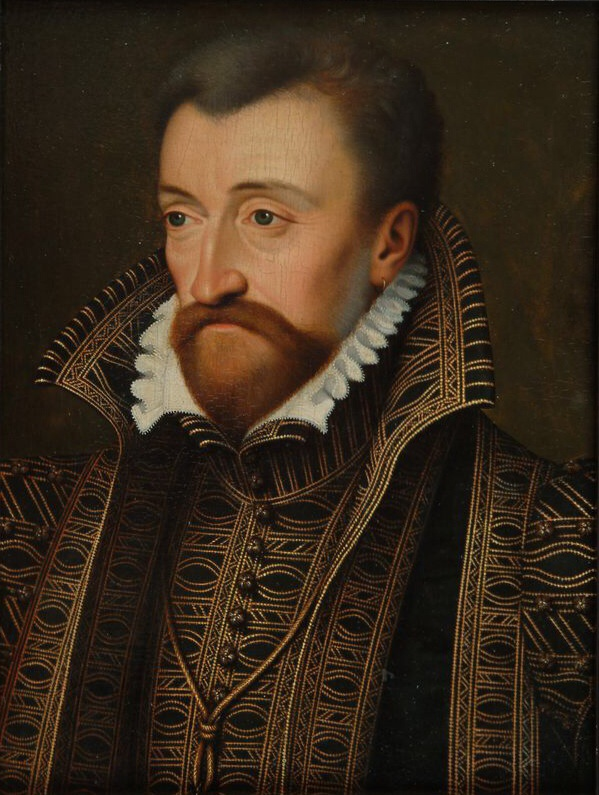
Антуан
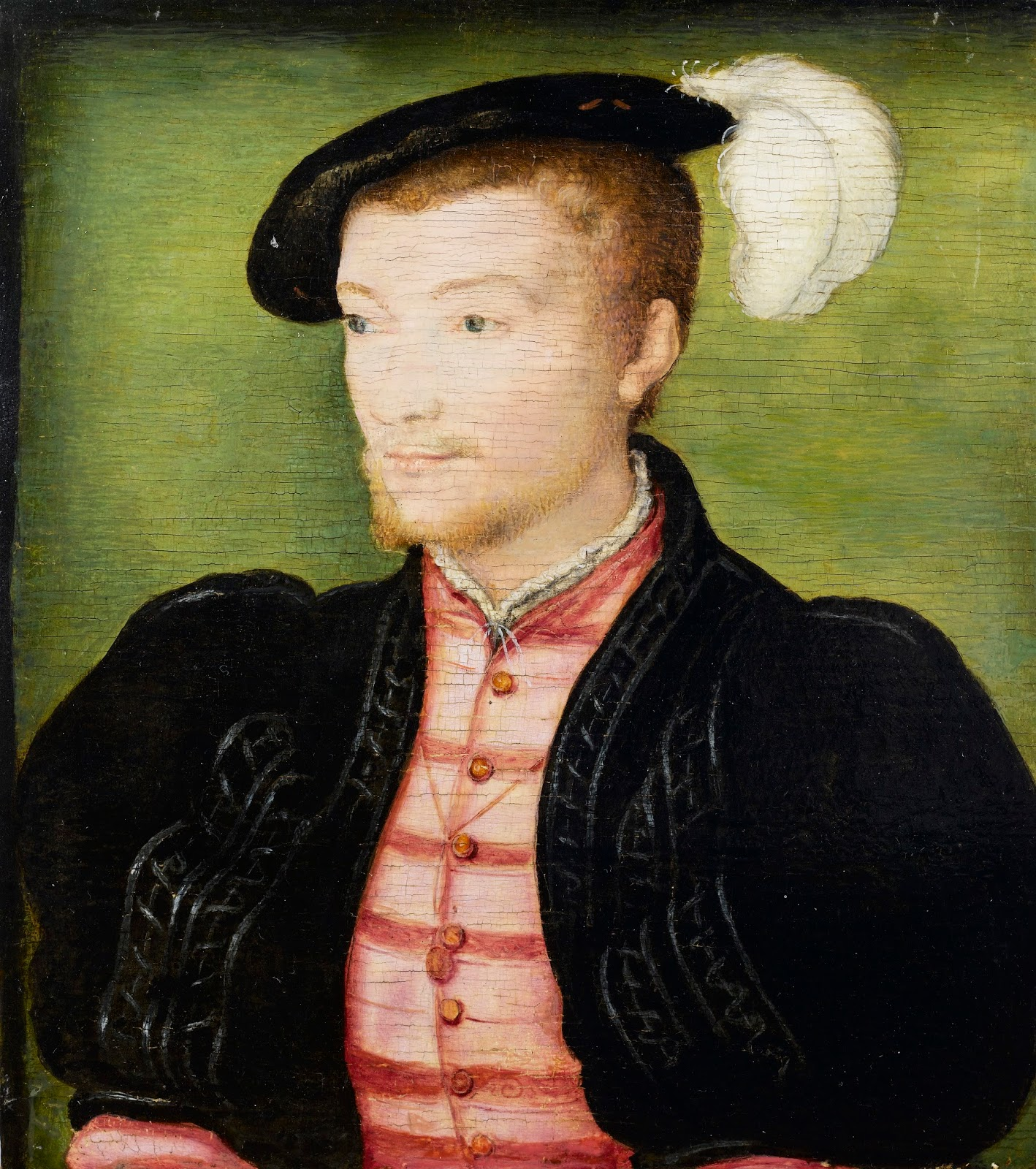
Франсуа
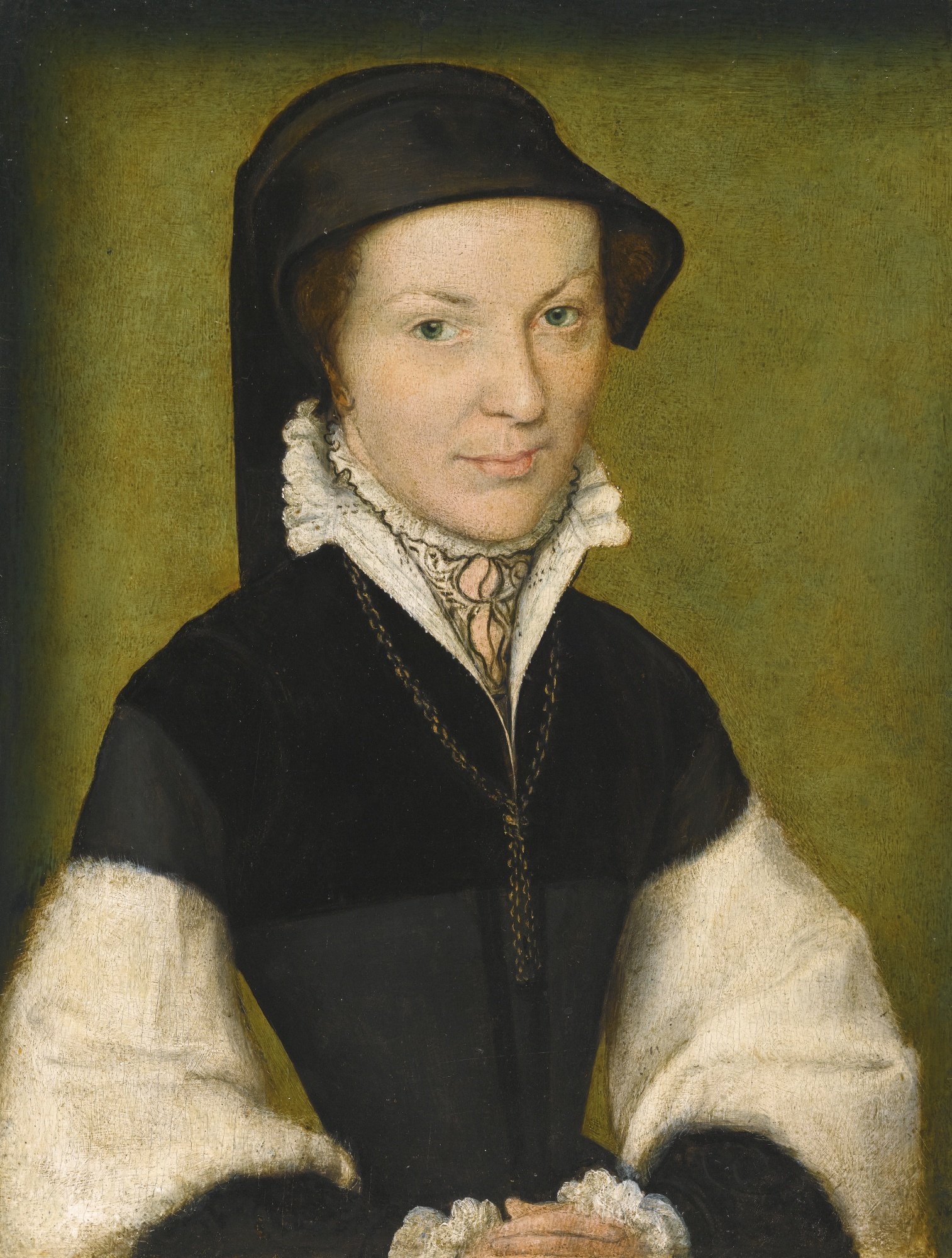
Мадлен
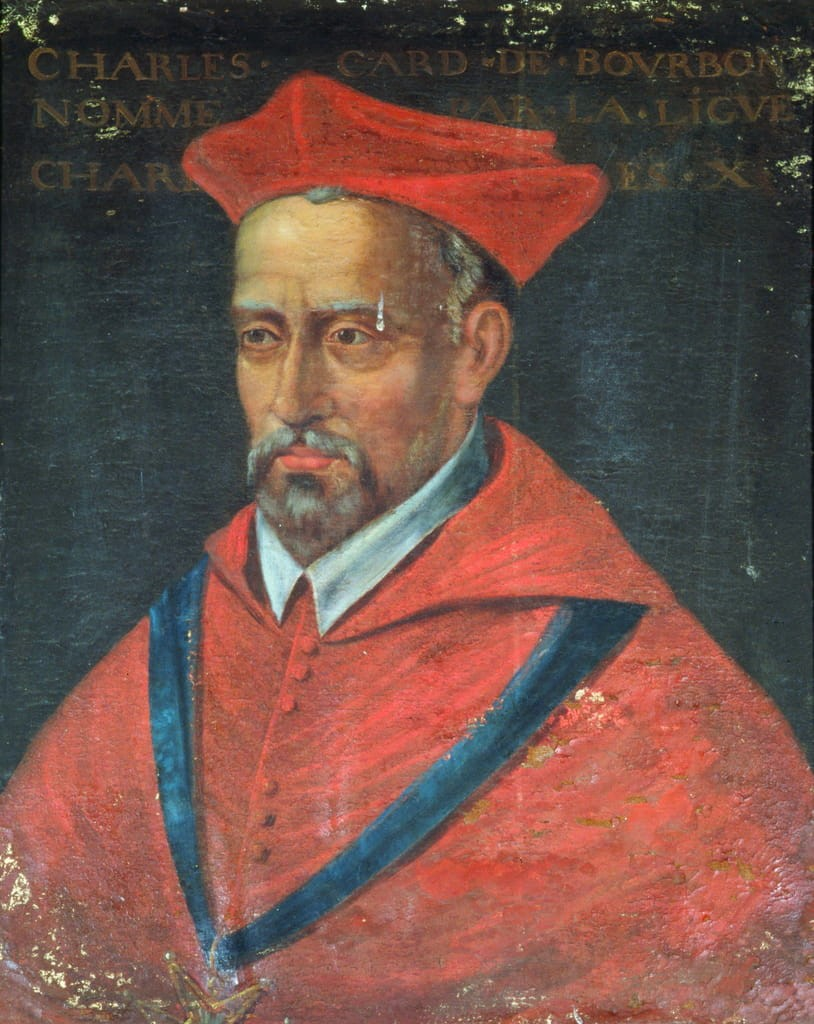
Карл
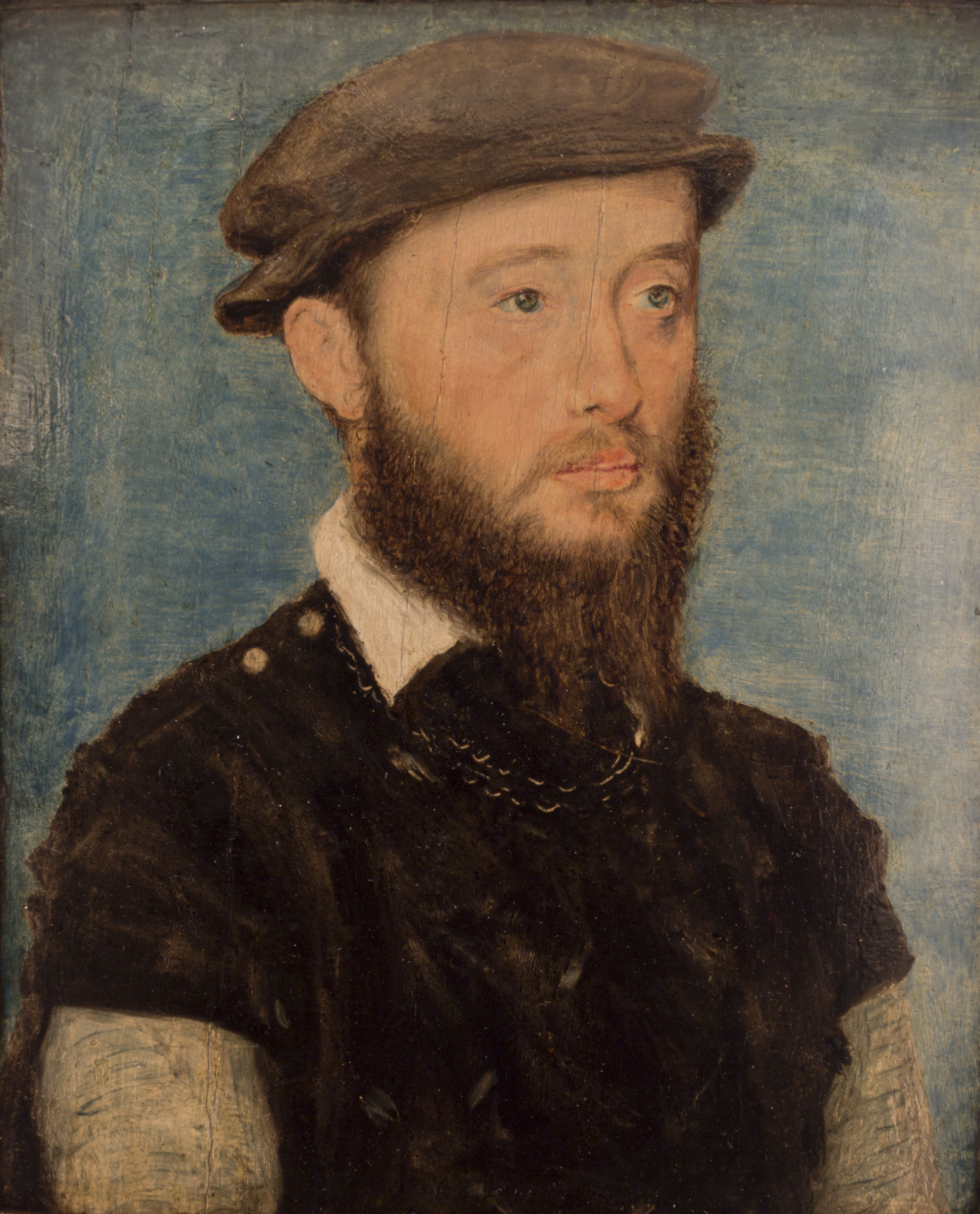
Жан
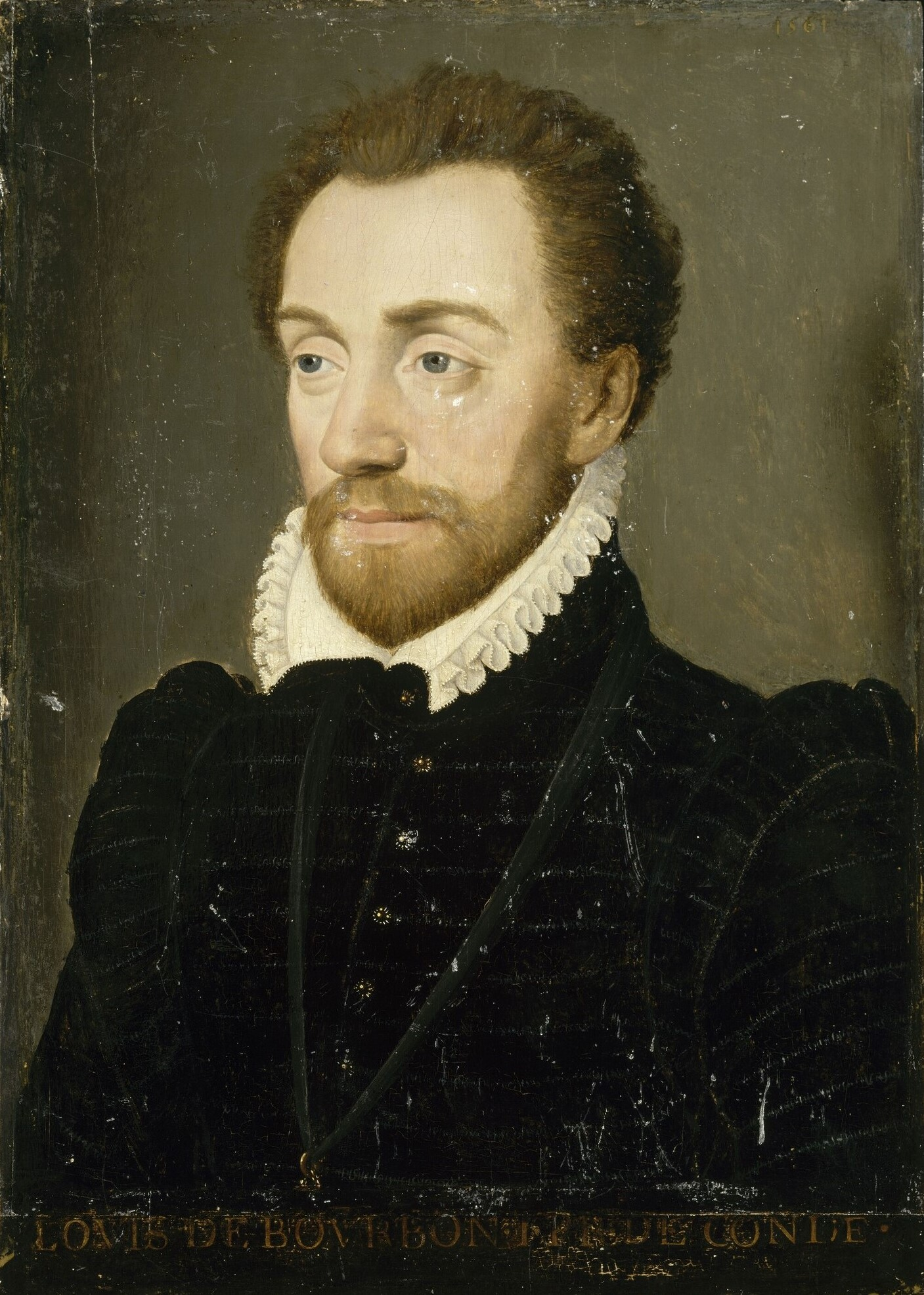
Людовик I

Отец Антуана де Бурбон (фр. Antoine de Bourbon, duc de Vendôme, 22 апреля 1518 — 17 ноября 1562) — герцога де Бурбон и де Вандом, главы дома Бурбонов с 1537 до 1562 год, короля-консорта Наварры с 1555 по 1562 год, дед Генриха IV Наваррского — первого французского короля из дома Бурбонов.

## В культуре
- Пол Чахиди исполнил роль Карла Бурбона в телесериале «Королева змей», США, 2022 г.